# 貞永憲佑
貞永憲佑（さだなが けんすけ）は、日本のゲーム、アニメプロデューサー、弁護士。エイベックス・テクノロジーズ所属。大分県に拠点を置きながらゲーム/アニメ制作会社や声優事務所など、エンタメ関連企業の顧問弁護士として活動している。

## 来歴・人物
高校時代、声優オーディションにテープを送付して応募した経験あり。早稲田大学法学部卒業。弁護士からゲーム、アニメプロデューサーという異色の経歴を持つ。セガゲームスを経て（セガでは社内弁護士としても勤務）、エイベックス・テクノロジーズへ移籍。高IQ団体メンサの会員でもある。また辰巳法律研究所で講師も務めている。

## 参加作品

### ゲーム
- Readyyy!（2019年、アソシエイトプロデューサー）

### アニメ
- ネコぱら（2020年、プロデューサー）[2]